# Ковалёв, Леонид Илларионович
Леонид Илларионович Ковалёв (25 января 1944, Борисоглебск, Воронежская область, РСФСР, СССР — 20 апреля 2019, Липецк, Россия) — советский и российский военачальник, генерал-полковник (1992).

## Биография
После окончания средней школы в 1955 году поступил в Курское суворовское военное училище. Когда оно было расформировано в 1957 году, был переведён в Воронежское суворовское военное училище, которое окончил в 1962 году.
С 1962 года служил в Советской армии. Окончил Бакинское высшее общевойсковое командное училище им. Верховного Совета Азербайджанской ССР в 1965 году. После службы на младших офицерских должностях поступил в Военную академию имени М. В. Фрунзе, которую окончил в 1978 году. С 1978 года проходил службу начальником штаба — заместителем командира мотострелковой дивизии в Белорусском военном округе (Минск), а с 1981 по 1984 годы — командиром 50-й гвардейской мотострелковой Сталинской дивизии этого округа (Брест).
В 1986 году окончил Военную академию Генерального штаба Вооружённых Сил СССР имени К. Е. Ворошилова и назначен на должность начальника штаба — первого заместителя командующего 6-й общевойсковой армией (Ленинградский военный округ). С мая 1988 по октябрь 1989 года — командующий этой армией. С октября 1989 по декабрь 1991 года — командующий 8-й гвардейской общевойсковой армией (Западная группа войск).
С сентября 1991 по март 1992 года начальник штаба — первый заместитель командующего войсками Одесского военного округа. С марта по июнь 1992 года начальник штаба — первый заместитель командующего Северной группой войск (СГВ). С июня 1992 года по октябрь 1993 года — командующий Северной группой войск (Легница, Польша). После расформирования СГВ в октябре 1993 года продолжал службу в должности начальника оперативной группы Министерства обороны Российской Федерации в Польше до ноября 1994 года.
С ноября 1994 по январь 1995 года — заместитель начальника Генерального штаба Вооружённых Сил Российской Федерации.
С января 1995 года до апреля 1998 года — заместитель главного военного инспектора МО РФ.
Уволен с военной службы по достижении предельного возраста в апреле 1998 года.
Награждён орденами «За военные заслуги» и «За службу Родине в Вооруженных Силах СССР» III степени, многими медалями.
Умер после тяжёлой болезни в Липецке 20 апреля 2019 года. Похоронен в Липецке.

## Высшие воинские звания
- генерал-майор (31.10.1986)
- генерал-лейтенант (30.10.1989)
- генерал-полковник (1992)